# Efeler
Efeler es un nuevo distrito (ilçe) y municipio de segundo nivel de la provincia de Aydın, en Turquía. Según la Ley N.º 6360, todas las provincias turcas con una población de más de 750 000, fueron declaradas municipios metropolitanos. Dicha ley también creó nuevos distritos dentro de la ciudad capital, los cuales cuentan con municipios de segundo nivel además del municipio metropolitano.
Después de 2014, el actual distrito central de Aydın se denominó Efeler y el nombre de Aydın se reservó para el municipio metropolitano. Efeler es el plural del título Efe, nombre con el cual se denominaba a los soldados irregulares de la región del Egeo que lucharon durante la Guerra de Independencia de Turquía.

## Área rural
Existían 5 pueblos y 57 aldeas en la zona rural de Efeler. Actualmente su estatus ha pasado a ser "barrios de Efeler".